# 代斯 (密西西比州)
代斯（英語：Days）是位於美國密西西比州德索托縣的非建制地區。

## 地理
代斯所處的海拔為高於海平面95米（即312英呎），而該地所採用的時區為UTC-6，即北美中部時區（CST）。同時該地設有夏令時間，為UTC-6調快一小時，即UTC-5（CDT）。